# Riff orientale
Il riff orientale (in inglese Oriental riff) è una brevissima frase musicale largamente impiegata in Occidente per suggerire al primo ascolto un'atmosfera orientaleggiante (cinese, giapponese, siamese o comunque delle più remote regioni asiatiche), spesso in senso caricaturale. Si tratta infatti di un frammento apocrifo, sviluppatosi e impostosi del tutto all'interno della musica occidentale, e non di una genuina melodia asiatica: esso ricorda soltanto la tradizione musicale dell'Estremo Oriente sfruttandone alcune caratteristiche, come in particolare la scala pentatonica. Nasce apparentemente negli anni 1930 ma trova precedenti fin dall'ultimo decennio del XIX secolo. Non è perciò identificato l'autore della sua forma moderna.
Il ritornello

## Storia
Nei primi anni 1970 il film Disney Gli Aristogatti e il brano Kung Fu Fighting di Carl Douglas popolarizzarono il motivo, che si diffuse poi anche negli emergenti videogiochi, inclusa una versione della fortunata serie di Mario (Super Mario Land del 1989). All'epoca tuttavia il tema doveva già essere esistito, dapprima in forme larvali e poi sempre più standard, da oltre cent'anni.
Il web designer e pianista svedese Martin Nilsson ne individua le origini remote in un insieme di temi rintracciabili nella musica del XIX-XX secolo e accomunati da un identico ritmo (obbligatorio per i primi due movimenti in quartina e duina), dalla perfetta identità delle note in quartina, dall'uso della scala pentatonica e dall'inserimento nel contesto di una composizione dedicata all'Oriente o evocante atmosfere orientali.
Il ritmo
Il più antico precedente del riff parrebbe identificabile in un Alladin Quick Step dal Grand Chinese Spectacle of Aladdin or the Wonderful Lamp (1847) dello statunitense Thomas Comer: esso contiene infatti, in più battute, il ritmo iniziale quartina-duina con la caratteristica identità delle prime quattro note. Lo stesso schema si rinviene in un Chinese Galop (1871) del connazionale Winslow Lewis Hayden.
Altre composizioni dell'epoca sembrano recare in germe la versione definitiva del motivo: è il caso di Japanese Tone Picture (1881) di Chas Newman (un cui passaggio, pur discostandosi melodicamente dal riff, ne mostra lo schema ritmico completo) e di An Afternoon in Midway Plaisance di Gustav Lüders (1893). Quest'ultima, una fantasia composta per la Fiera Colombiana di Chicago, presenta il ritmo iniziale con le note identiche in tre brani dedicati all'Oriente, tra i quali anche The Persian Dancers, una delle tante riproposizioni del cliché musicale arabo.

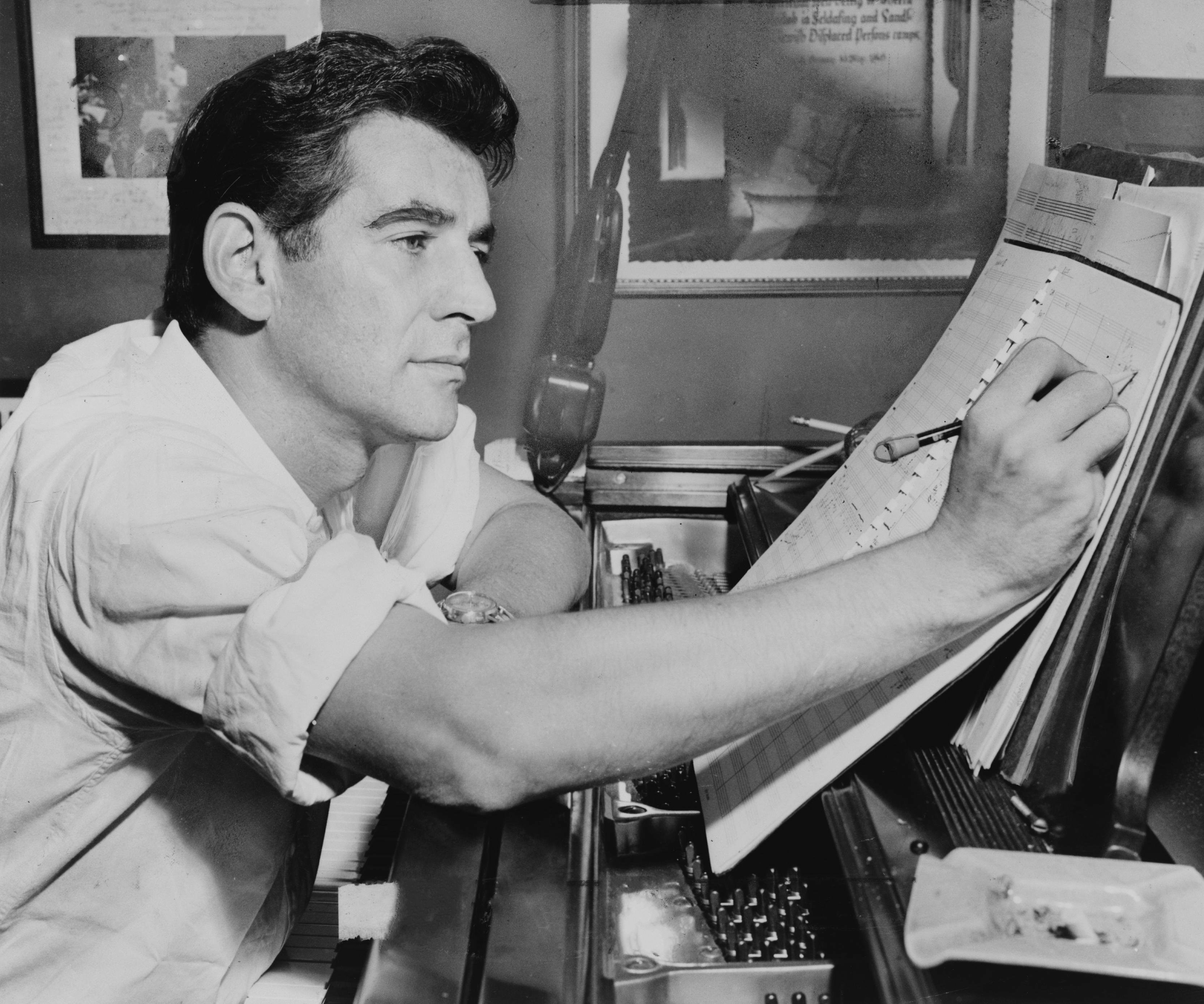
Leonard Bernstein

Non ancora perfettamente definito, tuttavia, lo stereotipo della musica orientale attraversò il primo trentennio del XX secolo in numerose composizioni evocanti l'Estremo Oriente, finché pervenne nella sua forma moderna in alcuni cartoni animati: Chop Suey (1930), Laundry Blues (1930), Happy Hoboes (1933) e Making Stars della serie di Betty Boop (1935). La melodia era ormai stereotipata e riconoscibile nel 1957, quando Leonard Bernstein, in una pubblica lezione, senza rendersi conto dell'errore la chiamò «musica popolare cinese». Nel 1955 un altro film Disney, Lilli e il vagabondo, aveva proposto del riff una versione minimamente variata nella scena dei gatti siamesi.

## Stereotipi musicali e culturali
Ciò che rende il riff esemplificazione della musica orientale è la combinazione di diverse tecniche. Centrale è l'impiego della scala pentatonica che, largamente diffusa in Cina, Giappone e Africa occidentale, conferisce al tema un carattere esotico. La scelta si spiega nel contesto storico occidentale del tardo Ottocento. Gli Stati Uniti avevano vietato l'immigrazione cinese, mentre nel 1889 l'Esposizione universale di Parigi aveva reso popolari le scale pentatoniche presentando un gamelan giavanese: di qui il facile ricorso alla pentafonia e il suo assurgere a tratto tipico di una musica che, in realtà, gli occidentali in gran parte ignoravano.
La melodia viene poi spesso armonizzata con il ricorso alle quarte parallele, ritenute anch'esse tipiche della musica orientale. La ripetizione delle note, il caratteristico ritmo e lo staccato contribuiscono all'impressione generale di «cineseria», in un procedimento banalizzante che assimila la musica esotica al rumore, dipingendola rigida e sostanzialmente ottusa. Completa il quadro una strumentazione che si serve di solito del gong e di altri strumenti a percussione (vibrafono, xylofono). Il tutto finisce, si sostiene, per dar vita a un'immagine caricaturale e tutto sommato razzista dell'Oriente, quasi un equivalente musicale dell'epiteto «muso giallo». I cinesi non riconoscono nel riff la loro musica tipica.

## Diffusione nella cultura di massa
Tra i brani che hanno sfruttato lo stereotipo si ricordano:
- Ev'rybody Wants to Be a Cat dal film Gli Aristogatti (1970)[1]
- Kung Fu Fighting di Carl Douglas (1974)[1]
- A Passage to Bangkok dei Rush (1976)[3]
- Turning Japanese dei Vapors (1980).[3]

Tra le colonne sonore di videogiochi sono note quelle di:
- Yie Ar Kung-Fu (1985)
- Super Mario Land (1989)
- Live a Live (1994).